# Israel Hiebner

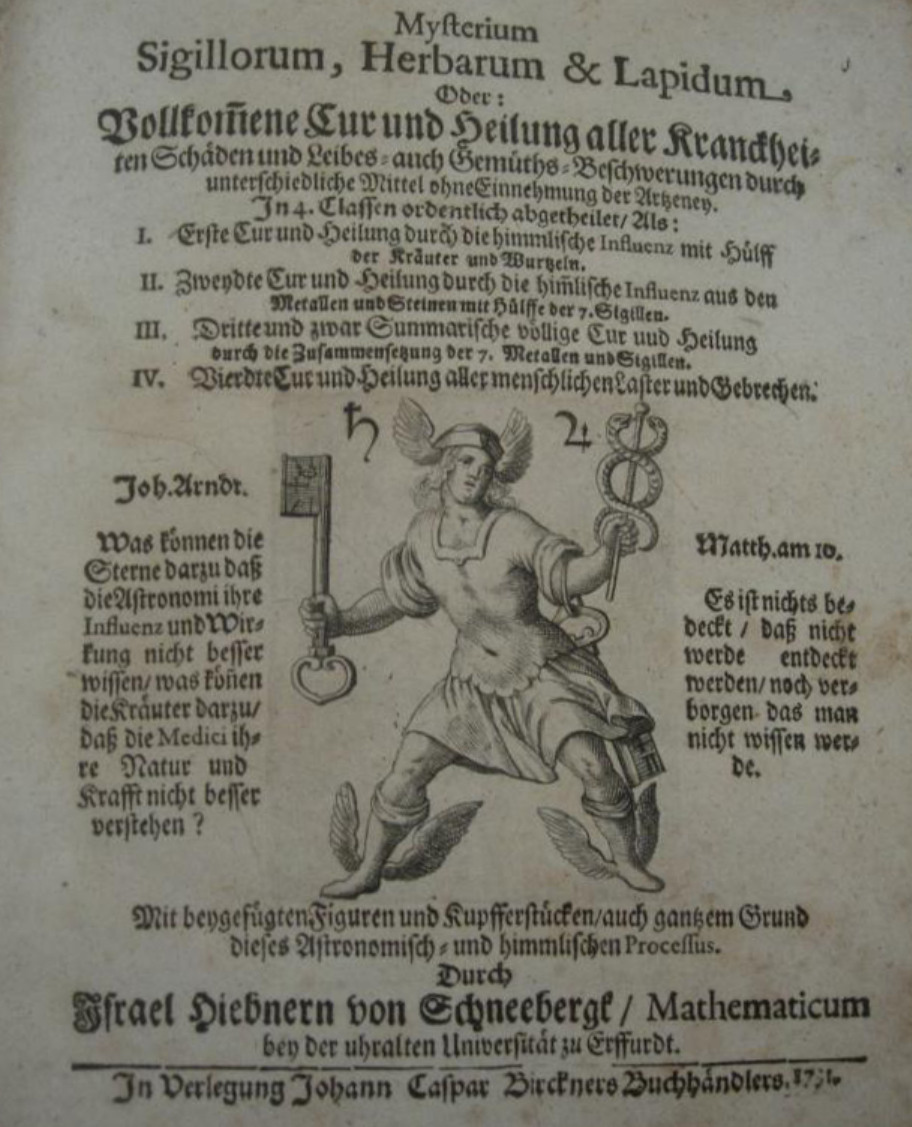
Hiebner Mysterium Sigillorum, Herbarum & Lapidum (Erfurt, 1731) című művének címlapja

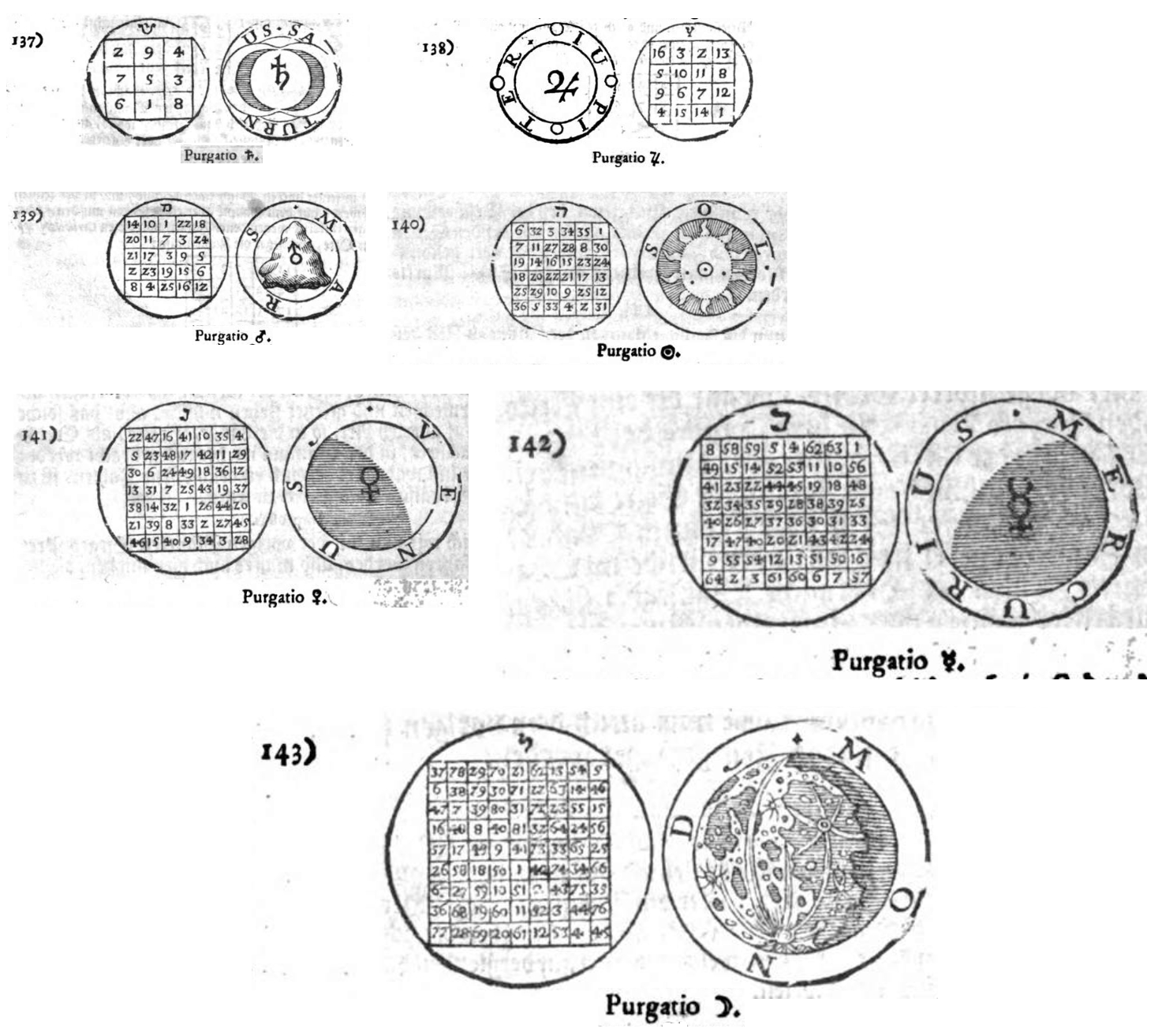
A planéták (Szaturnusz, Jupiter, Mars, Nap, Vénusz, Merkur, Hold) védőmedáljai (szigillumai) és mágikus számnégyzeteik

Israel Hiebner (Schneeberg, 1619. február 20. – Nagyszeben, 1668. július 22.) német asztrológus, kalendáriumíró. A neve előfordul Israel Hiebner von Schneeberg és Hibner Israel alakban is.
1635-ben Lipcsében jogot és orvostudományt hallgatott. 1640-ben a Drezdához közeli Pirnában városi írnoknak nevezték ki. 1643-ban a lipcsei egyetemre akart menni, hogy asztronómiát tanuljon, de Drezdában Rudolph Buchbach orvos és kalendáriumíró bevezette az asztrológiába. 1644-45-ben Freibergben tartózkodott, ahol megjelent első könyve a Hold és a Szaturnusz hatásáról, és itt írta első kalendáriumát is az 1646-os évre. 1645-ben Nürnbergbe ment, ahol jóslataival hamar nagy hírnévre tett szert. Ezt követően Wolfgang Endter (1593-1659) könyvkiadó a hatalmas összegnek számító 300 guldent fizetett a kalendáriumaiért, miközben a szokványos kalendáriumok díja 50 gulden volt. Mivel a következő évben az ígérete ellenére a kalendáriumát Lüneburgban is kiadta, Endter megszakította vele a kapcsolatot. Ezért el kellett hagynia a várost, és 1648-ban Bambergen és Würzburgon át Hessenbe ment. Frankfurt am Main-ban kiadta Practica Reformata című művét. 1649 májusában Kasselben tartózkodott, ahol von Eisenach hercegnő alkalmazta, de fél év múlva nem túl hízelgő ajánlással bocsátotta el. 1650-től matematikát tanított Erfurtban. Itt adta ki főművét, a Mysterium Sigillorum, Herbarum & Lapidum-ot. A jóslatai miatt gyakran került összetűzésbe másokkal. Ezek közül a leghevesebb összecsapásra Abdias Trew (1597-1669), altdorfi matematika professzorral került sor, akit Hiebner "lusta altdorfi számolónak" nevezett. 1653-ban Lipcsében tartózkodott, ahol megjósolta az 1654-es napfogyatkozást. Mivel ez nem következett be, Németországból távoznia kellett. Először Linzben bukkant fel, ahol megjelent egy kalendáriuma az 1657-es évre. 1665-ig orvosként dolgozott Eperjesen. Itt nagy becsben tartották, mert megépítette az első csillagászati távcsövet és ösztönözte egy obszervatórium létrehozását. Ezután Szebenben bukkant fel, ahol ismét asztrológiai jóslatokat készített. Itt is halt meg 1668 júliusában. Ismerte Galilei és Kepler munkáját, de a földközpontú rendszert tanította. Később egy geo-heliocentrikus bolygórendszer modellt dolgozott ki.
Mysterium Sigillorum, Herbarum & Lapidum című művében a szigillumokat (jelképeket), a planéták védőmedáljait a mágikus szemlélet szellemében kombinálta gyógynövényekkel és drágakövekkel (pl. királyi korona, babérfa, citrom stb.). Minden betegséget gyógyszerek nélkül kíván gyógyítani. Ezt a művét valószínűleg a 15 csillag, drágakő és gyógynövény középkori Pszeudo-Hermészi műve inspirálta. Műve a mágikus gyógyítás kézikönyve a planéták befolyása és a gyógynövények kölcsönhatása alapján. Úgy véli, hogy a különféle fémek, drágakövek és medálok (sigillum) befolyással vannak a jólétre és a betegségre. A képek allegorikus módon fejezik ki a planéták, az ismert jelképek és a mágikus számnégyzetek gyógyító erejét. Hevelius Selenographia című térképét is felhasználta. A védőamulettek elkészítéséhez a pontos bolygómegfigyeléseket szorgalmazta. Művének fordítása nagy hatást gyakorolt az angol asztrológia és csillagászat fejlődésére is. A címlap Merkúrt ábrázolja.

## Művei
- Influentz Lunae Et Saturni. Freiberg, 1644-45

- Geburts-Minut oder der edlen Astrologischen Kunst erster Theil. Nürnberg-Bitterholt, 1645

- Practica Reformata. Oder Rechtfundirter Astrologischer Tractat. Frankfurt, 1648 és 1650

- Mysterium Sigillorum, Herbarum & Lapidum Oder: Vollkommene Cur und Heilung aller Kranckheiten Schäden und Leibes- auch Gemüths-Beschwerungen durch unterschiedliche Mittel ohne Einnehmung der Artzney. Erfurt, 1651, 1698 és 1731, 1735

- Geursachte Apologia und Schutzrede Israel Hiebners von Schneeberg. Leipzig, 1653